# UDFy-38135539
UDFy-38135539 — галактика, расположенная в созвездии Печь. На момент обнаружения (октябрь 2010 года) являлась самым удалённым из известных астрономических объектов — расстояние до неё составляет 13,1 млрд световых лет. Кроме того, она же является одной из самых старых из известных галактик — с Земли она видится такой, какой была спустя 600 млн лет после Большого взрыва.

## Обнаружение
Галактика была обнаружена телескопом «Хаббл» в 2009 году в рамках программы Hubble Ultra Deep Field. Для подтверждения открытия потребовались дополнительные наблюдения и расчёты. После двух месяцев работы на телескопе VLT в Чили, тщательного анализа и проверки полученных результатов было обнаружено слабое излучение этой галактики в линии водорода. Красное смещение объекта оказалось равным 8,55, что соответствует возрасту галактики в 600 миллионов лет после Большого взрыва.
До открытия этой галактики самой удалённой галактикой считалась A1689-zD1, а до неё — IOK-1 из созвездия Волосы Вероники, красное смещение которой было равно 6,96, а самым удалённым объектом — гамма-всплеск GRB 090423 (созвездие Льва) с z = 8,2.
Ещё более удалённый объект — галактика, получившая обозначение UDFj-39546284 — был обнаружен в конце января 2011 года. Галактика находится на расстоянии 13,42 млрд световых лет от Земли.